# Arrondissement Montbéliard
Arrondissement Montbéliard je francouzský arrondissement ležící v departementu Doubs v regionu Franche-Comté. Člení se dále na 12 kantonů a 171 obcí.

## Kantony
- Audincourt
- Clerval
- Étupes
- Hérimoncourt
- L'Isle-sur-le-Doubs
- Maîche
- Montbéliard-Est
- Montbéliard-Ouest
- Pont-de-Roide
- Saint-Hippolyte
- Sochaux-Grand-Charmont
- Valentigney